# Earlton, Ontario
Earlton är en ort i Kanada.   Den ligger i distriktet Timiskaming District och provinsen Ontario, i den sydöstra delen av landet, 400 km nordväst om huvudstaden Ottawa. Earlton ligger 244 meter över havet.